# Trygodes viridiplena
Trygodes viridiplena är en fjärilsart som beskrevs av Louis Beethoven Prout 1917. Trygodes viridiplena ingår i släktet Trygodes och familjen mätare. Inga underarter finns listade i Catalogue of Life.